# Niccolò Bonifazio
Niccolò Bonifazio (* 9. října 1993) je italský profesionální silniční cyklista jezdící za UCI WorldTeam Intermarché–Circus–Wanty.

## Kariéra
Bonifazio se stal profesionálem v roce 2013, kdy jezdil jako stagiaire v týmu Lampre–Merida. Následující rok se k tomuto týmu připojil jako stálý jezdec. V září 2014 vyhrál Bonifazio jednodenní závod Coppa Ugo Agostoni v hromadném sprintu. Toho roku vyhrál ještě etapu na závodu Kolem Japonska a tři etapy a 2. místo celkově na závodu Kolem Chaj-nanu.
V roce 2015 získal Bonifazio další vítězství v jednodenním závodu, tentokrát na Gran Premio di Lugano, a znovu v hromadném sprintu. Na Coppa Ugo Agostoni vítězství neobhájil, skončil třetí. Na monumentu Milán – San Remo dojel pátý.
V srpnu 2015 bylo oznámeno, že se Bonifazio připojí k týmu Trek–Segafredo pro následující sezónu. V sezóně 2016 získal Bonifazio několik výsledků v top desícte včetně 5. místa na Scheldeprijsu, 3. místa na Great Ocean Road Race a 6. místa na Kuurne–Brusel–Kuurne. V srpnu téhož roku byl jmenován na startovní listině Vuelty a España, ale odstoupil v průběhu 7. etapy.
V květnu 2018 byl Bonifazio jmenován na startovní listině Gira d'Italia. V červenci 2019 byl Bonifazio jmenován na startovní listině Tour de France.

## Hlavní výsledky
2010
7. místo Trofeo San Rocco
10. místo Piccola Tre Valli Varesine
2011
vítěz GP dell'Arno
Tour d'Istrie
vítěz 3. etapy
2012
Mistrovství Evropy
9. místo silniční závod do 23 let
2013
Coupe des nations Ville Saguenay
vítěz 2. etapy
2014
vítěz Coppa Ugo Agostoni
Kolem Japonska
vítěz 6. etapy
Kolem Chaj-nanu
2. místo celkově
 vítěz bodovací soutěže
vítěz etap 2, 6 a 8
6. místo Gran Premio Bruno Beghelli
8. místo Coppa Sabatini
2015
vítěz Gran Premio di Lugano
Kolem Japonska
vítěz 7. etapy
3. místo Gran Premio della Costa Etruschi
3. místo Coppa Ugo Agostoni
4. místo Grosser Preis des Kantons Aargau
5. místo Milán – San Remo
8. místo Coppa Bernocchi
9. místo Vattenfall Cyclassics
2016
Tour de Pologne
vítěz 3. etapy
3. místo Cadel Evans Great Ocean Road Race
5. místo Scheldeprijs
6. místo Kuurne–Brusel–Kuurne
2017
3. místo Grosser Preis des Kantons Aargau
4. místo Down Under Classic
2018
Kolem Chorvatska
vítěz 1. etapy
9. místo EuroEyes Cyclassics
2019
La Tropicale Amissa Bongo
 celkový vítěz
 vítěz bodovací soutěže
vítěz etap 1, 2 a 5
vítěz Grote Prijs Jef Scherens
vítěz Omloop Mandel-Leie-Schelde
Vuelta a la Comunidad de Madrid
 vítěz bodovací soutěže
vítěz 1. etapy
10. místo Münsterland Giro
2020
Paříž–Nice
vítěz 5. etapy
Saudi Tour
vítěz 2. etapy
2. místo Scheldeprijs
2021
vítěz Grote Prijs Jef Scherens
2. místo Egmont Cycling Race
3. místo Paříž–Bourges
5. místo Kampioenschap van Vlaanderen
Boucles de la Mayenne
7. místo celkově
9. místo Coppa Bernocchi

### Výsledky na Grand Tours

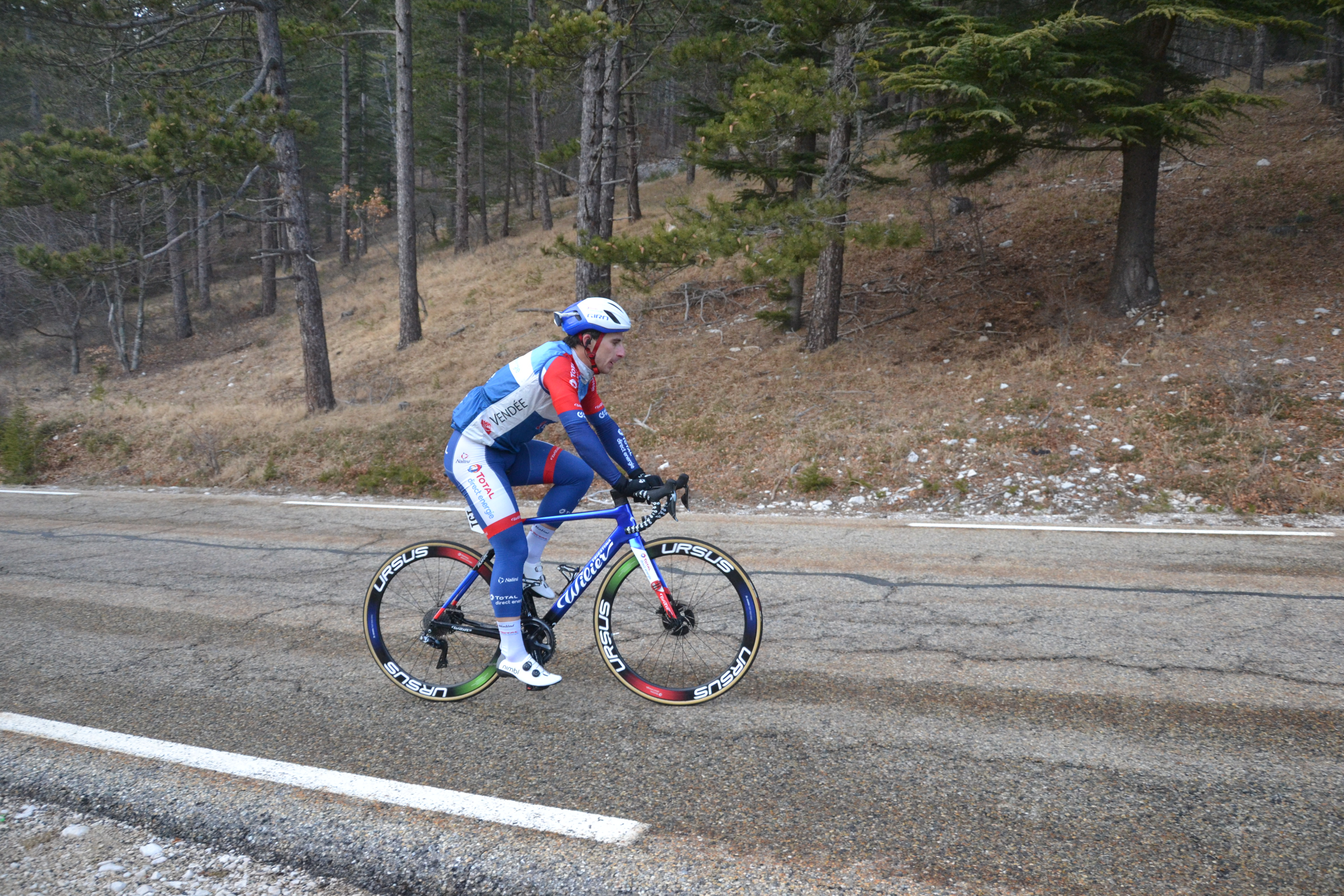
Bonifazio v roce 2021.

| Grand Tour      | 2016 | 2017 | 2018 | 2019 | 2020 | 2021 |
| --------------- | ---- | ---- | ---- | ---- | ---- | ---- |
| Giro d'Italia   | —    | —    | 113  | —    | —    | —    |
| Tour de France  | —    | —    | —    | 137  | 141  | —    |
| Vuelta a España | DNF  | —    | —    | —    | —    | —    |

| —   | Nezúčastnil se |
| DNF | Nedokončil     |